# Il guardiano della foresta - Mushiking
Il guardiano della foresta - Mushiking (甲虫王者ムシキング 森の民の伝説?, Kōchū ōja Mushikingu - Mori no tami no densetsu, letteralmente "Il signore dei coleotteri Mushiking - La leggenda del popolo della foresta") è un anime basato sul videogioco giapponese Mushiking: King of The Beetles distribuito da SEGA. È stato trasmesso per la prima volta in Italia sulla rete Italia 1 dal 3 settembre al 24 novembre 2007. Il numero di episodi prodotti è di 52 e i generi trattati sono il fantasy e l'azione. La sigla italiana è cantata da Giorgio Vanni.

## Trama
Peter è un piccolo ragazzo elfo che vive in una foresta. Un giorno è costretto a lasciare la casa per salvare sua madre, che a causa di un evento misterioso, si è trasformata in un fiore. Il suo obiettivo sarà quello di dirigersi ad est della foresta, salvarne gli abitanti, e ritrovare suo padre che dovrà aiutare sua madre a ritornare normale. Durante la sua avventura incontrerà Chibiking, un piccolo scarabeo che lo accompagnerà durante il viaggio, e Mushiking il misterioso e potente Re della foresta che lo difenderà in battaglia, ma il suo cammino sarà continuamente ostacolato dalla squadra di Adder, nemici giurati.

## Personaggi

### Popolo della Foresta
Peter (ポポ?, Popo, Popo nell'edizione giapponese)
Doppiato da: Nami Miyahara (ed. giapponese), Paola Della Pasqua e Anna Mazza (da bambino) (ed. italiana)
Peter è un ragazzo elfo che ha sempre vissuto con sua madre e che conosce molto bene la foresta da cui però non sa difendersi. In seguito avrà il titolo di "Guardiano della Foresta" il cui compito è proteggere gli abitanti del bosco. Durante le sue missioni sarà aiutato da Chibiking. Peter veste totalmente di verde, colore della natura, ed ha i capelli rossi; inoltre è sempre a piedi nudi, in modo da avere un contatto più forte con la natura.
Chibiking (ちびキング?, Chibikingu)
Doppiato da: TARAKO (ed. giapponese), Patrizia Scianca (ed. italiana)
Chibiking è un piccolo scarabeo parlante che aiuta Peter durante la sua avventura. Egli è dotato di particolari poteri che aiutano il ragazzo in qualunque battaglia. Ogni volta che Mushiking appare, lui sparisce misteriosamente finché, verso la fine del viaggio, si scopre che le sue sparizioni sono dovute al fatto che lui e Mushiking sono lo stesso insetto. Dopo la battaglia finale e alla morte di Adder va a vivere con Peter,
Mushiking (ムシキング?, Mushikingu)
Mushiking è uno scarabeo della specie Trypoxylus dichotomus, chiamato re degli insetti, il quale accorre sempre in aiuto di Peter contro gli insetti di Adder. Mushiking inoltre diventa più forte ogni volta che la collana di Peter assorbe l'energia degli antichi simboli delle rovine. Per proteggere Peter e tenerlo d'occhio assume una forma più innocua ovvero del piccolo e dolce scarabeo Chibiking senza fare capire a Peter che lui e Chibiking sono la stessa persona. Verso la fine Peter scopre la verità capendo che Chibiking era in realtà Mushiking e che lo scarabeo ha sempre vegliato su di lui e lo ringrazia per averlo sempre difeso.
Pam (パム?, Pamu)
Doppiata da: Rumi Shishido (ed. giapponese), Tosawi Piovani e Renata Bertolas (canto) (ed. italiana)
Pam è una ragazza molto introversa che non riesce mai a comunicare i suoi veri sentimenti. Solitamente appare come una persona calma ed efficiente. Si scopre che in realtà è un aliena che aveva il compito di raccogliere le informazioni sul pianeta e di custodire l'astronave tenendola nascosta ad Adder. Durante la battaglia finale risveglia la nave per aiutare Peter. Dopo la morte di Adder avendo adempiuto alla sua missione diventa una ragazza normale essendosi innamorata di Peter va a vivere con lui e Chibiking. Il suo abbigliamento è caratterizzato dai toni della pianta di gelso.
Bibi (ビビ?, Bibi)
Doppiato da: Wataru Takagi (ed. giapponese), Marco Pagani (ed. italiana)
Bibi è un giocoliere dal doppio carattere. A seconda della situazione può essere felice e spensierato oppure arrabbiato e maligno. Il suo segno particolare è un tatuaggio che porta sull'occhio sinistro. Le sue armi sono sfere che esplodono al contatto fisico con qualcosa.
Oldey (デ?, Deh, Deh nell'edizione giapponese)
Doppiato da: ? (ed. giapponese), Antonio Paiola (ed. italiana)
Oldey è un anziano con lo stesso carattere e le stesse armi di Bibi. Il suo abbigliamento è di colore bianco ed a causa della sua età porta un bastone che lo aiuta a camminare. Nella terza puntata si sacrificherà insieme a Abra per salvare Peter. Egli può manipolare il vento, caratteristica che acquisirà in futuro anche Peter.
Abra (プー?, Pū, Pooh nell'edizione giapponese)
Doppiato da: ? (ed. giapponese), Paolo Sesana (ed. italiana)
Abra è un mago vestito di viola che ha la capacità di controllare l'acqua, capacità che passerà a Peter prima di morire.
Babi (バビ?, Babi)
Doppiata da: Mayumi Shou (ed. giapponese), Marcella Silvestri (ed. italiana)
Babi è una ragazza che ha perso completamente la memoria, come tutti i membri del Circo, e che veste un tutù con un fiore posizionato all'altezza dell'anca. In un episodio verrà svelato il suo popolo d'origine: Ambor, dove risiedono anche sua madre e sua sorella.
Mongo (バビ?, Booh, Booh nell'edizione giapponese)
Doppiato da: Naomi Kusumi (ed. giapponese), Claudio Ridolfo (ed. italiana)
Mongo è un gigante dall'animo pacifico e dalla forza prodigiosa, che veste di giallo e di azzurro.
Seran (セラン?, Seran)
Doppiata da: ? (ed. giapponese), Federica Valenti (ed. italiana)
Seran è un personaggio somigliante ad un fiore ma che viene considerato un insetto. Ha misteriosi poteri curativi. Il suo aspetto e quello di una bambina con ali da ape, ed è capace di volare. Le sue vesti sono di colore giallo e bianco.
Soma (ソム?, Soma)
Doppiato da: Kenji Nojima (ed. giapponese), Simone D'Andrea e Benedetta Ponticelli (da bambino) (ed. italiana)
Soma è il migliore amico di Peter, ma invidia il suo titolo di guardiano della foresta. È il classico personaggio dell'amico-rivale. I suoi vestiti sono una maglia e un pantalone e come accessorio porta con sé una piccola casacca dove tiene riposte tutte le frecce. A metà della serie la rivalità con l'amico lo spinge a passare dalla parte di Adder e di combattere con al suo servizio il cervo volante giraffa. Verso la fine della serie però capisce il suo sbaglio e torna ad aiutare l'amico col proprio compagno giraffa.
Pèle (ペレ?, Pere)
Doppiato da: Takayuki Godai (ed. giapponese), Marco Balzarotti (ed. italiana)
Pèle è il padre di Peter. Egli lasciò la sua abitazione quando Peter era ancora piccolo per avviare un viaggio all'interno della Foresta. Durante la sua avventura scopri la caratteristica dei vari simboli e le loro conseguenze.
Pìa (ピア?, Pia)
Doppiata da: Yuka Shino (ed. giapponese), ? (ed. italiana)
Pìa è la madre di Peter. Dopo la sua trasformazione in fiore indica al figlio la propria missione, ovvero quello di proteggere la foresta ed i suoi abitanti. Alla fine Pìa, con la sconfitta di Adder, torna umana e accoglie il figlio una volta che questi torna a casa.

### Altri personaggi
Mònica (モニカ?, Monika)
Doppiata da: ? (ed. giapponese), Caterina Rochira (ed. italiana)
Mònica è un'inventrice che appare in due episodi non consecutivi. La ragazza in una prima occasione fu aiutata da Peter e i suoi amici per superare un ostacolo, mentre nella seconda occasione, Mònica si era cimentata nella realizzazione di una macchina volante.
Hobby (ホビー?, Hobī)
Doppiato da: ? (ed. giapponese), Diego Sabre (ed. italiana)
Hobby è apparentemente un amante degli insetti, ma in realtà fa di tutto per imprigionarli.

### Nemici
Pesser (パセ?, Paser, Paser nell'edizione giapponese)
Doppiato da: Yuuichi Nagashima (ed. giapponese), Mario Zucca, Massimo Di Benedetto (da bambino, ep. 21) e Benedetta Ponticelli (da bambino, ep. 48) (ed. italiana)
Pesser è inizialmente uno dei membri della squadra di Adder. Nonostante sconfigga per due volte Peter, gli risparmia sempre la vita. Passer mostra sempre di credere nel destino di "protettore della Foresta" ed è per questo che non lo ha mai ucciso. Nella battaglia finale passerà dalla parte del bene per aiutare Peter e i suoi amici.
Glum (グルム?, Grum)
Doppiato da: Hitoshi Kamibeppu (ed. giapponese), Mario Scarabelli (ed. italiana)
Glum è inizialmente uno dei membri della squadra di Adder. Quando il suo amico, lo scarabeo Acteon perde la vita, Glum comprende che è inutile combattere contro Peter e ritorna buono. Nella battaglia finale aiuta Peter e i suoi amici. In realtà Glum ha sempre amato gli insetti ed in un episodio si rifiuta di combatterli.
Choke (チョーク?, Chōku)
Doppiata da: Reiko Kiuchi (ed. giapponese), Marina Thovez (ed. italiana)
Choke è una seguace di Adder. Inizialmente seguirà gli ordini di quest'ultimo e poi quelli di Duke; nel corso della storia si scoprirà che ella in realtà è la madre scomparsa di Soma che abbandonò per realizzare il suo sogno di volare come una farfalla e vedere il mondo ma anche per seguire il suo compagno Duke in quanto temeva di essere cambiata e di essere diventata come Duke e quindi di volere risparmiare al figlio un tale destino. Durante la battaglia finale si sacrifica per salvare il figlio venendo uccisa dai coleotteri di Duke. Dopo che Adder viene distrutto e l'energia vitale restituita al pianeta torna in vita per poi tornare a casa con Soma.
Duke (デューク?, Dyūku)
Doppiato da: ? (ed. giapponese), Claudio Moneta (ed. italiana)
Duke è un membro della squadra di Adder. Il suo carattere è misterioso e le sue origini oscure. In un episodio si scoprirà che il suo unico obiettivo era quello di diventare il capo della squadra di Adder e rubare il simbolo di guardiano a Peter. Inizialmente Peter, notando tutte le cose che sembra sapere su di lui e su suo padre, chiede a Duke se per caso non sia lui stesso suo padre, domanda a cui l'uomo risponde affermativamente, lasciando sconvolto il ragazzo. Pochissimo tempo dopo però Soma, vedendolo senza maschera, capisce che in realtà Duke non è il padre di Peter ma il proprio facendo di conseguenza Choke la sua compagna e quindi torna ad aiutare l'amico, a cui rivela la verità. L'uomo abbandonò il figlio e la compagna per inseguire il suo sogno di dominare il mondo e ciò provocò la decisione di Choke di seguirlo poiché non voleva lasciarlo solo e temeva di essere divenuta come lui. Durante la battaglia finale si impadronisce della collana di Peter ma il potere della collana lo distrugge fossilizzandolo per poi dissolversi in cenere.
Adder (アダー?, Adā)
Doppiato da: Masaharu Satou (ed. giapponese), Raffaele Farina (ed. italiana)
Adder è il nemico principale di Peter ed anche di tutti i guardiani ed insetti della Foresta. Inoltre è a capo della sua stessa squadra. I suoi scopi non sono chiari e hanno a che fare con alcune scoperte sull'origine della vita sul pianeta e l'esistenza di un'astronave. Apparentemente ritiene che le sue azioni siano giustificate da un fine più alto. Durante la battaglia finale viene affrontato da Peter che tenta di convincere in tutti i modi a partire con lui sull'astronave ma Peter rifiuta e ordina all'astronave di restituire l'energia vitale che era stata rubata al pianeta cosa che la nave fa dissolvendosi. Adder a quel punto impadronitosi della collana di Peter la usa per assorbire tutta l'energia vitale presente sul pianeta e si trasforma in un gigante fatto di tenebre per cercare di uccidere Peter e il resto dei suoi amici per poi partire per lo spazio ma Peter lo elimina definitivamente con Mushiking che grazie a Seran acquisita l'energia della vita stessa trafigge Adder in pieno petto venendo distrutto ponendo fine alla sua minaccia per sempre. Con la morte di Adder tutta l'energia vitale viene restituita al pianeta facendo tornare in vita tutte le sue vittime.

## Colonna sonora
Sigla d'apertura giapponese
- Ikite koso cantata da Kiroro

Sigle di chiusura giapponesi
- Let's HappiecE Life! cantata dai 3B LAB.☆ (ep. 1-13)
- Mushiking Samba cantata da Kaori & Mushiking Amigos (ep. 14-26)
- Think Twice cantata da Fuzzy (ep. 27-39)
- HIKARU stage cantata da Harenchi Punch (ep. 40-52)

Sigla italiana
- Mushiking il guardiano della foresta, musica di Max Longhi e Giorgio Vanni, testo di Graziella Caliandro, cantata da Giorgio Vanni[2].

Brani inseriti
- Mori no Yume cantata da Rumi Shishido (ep. 2, 38, 51)
- Ikite koso cantata da Kiroro (ep. 52)

Nell'edizione italiana le sigle d'apertura e di chiusura sono state sostituite da quella italiana, la quale utilizza una parte delle stesse immagini impiegate in quella d'apertura giapponese ma in forma più breve mentre in chiusura sono identiche alla prima di chiusura originale. La insert song Mori no Yume cantata da Rumi Shishido (voce originale di Pam) è stata ricantata in italiano da Renata Bertolas ma solo negli episodi 2 e 51 mentre nel 38 è stata mantenuta in sottofondo in lingua originale; nell'episodio 52 invece il brano Ikite koso di Kiroro è stato mantenuto in una versione parzialmente strumentale.
La sigla italiana Mushiking il guardiano della foresta è inedita su CD per via di problemi di diritti, tuttavia la versione completa è stata trasmessa il 31 luglio 2010 su Hiro con un montaggio di svariate scene tratte dalle serie.

## Altri paesi
- Spagna: TVE, Cartoon Network, con il titolo Mushiking: los guardianes del bosque.
- Portogallo: RTP2, Panda Biggs, con il titolo Os Guardiães da Floresta Mushiking.

## Film
Il 21 marzo 2007 fu proiettato nelle sale giapponesi un film d'animazione 3D intitolato Kōchū ōja Mushiking Super Battle Movie: Yami no kaizō kōchū (甲虫王者ムシキング スーパーバトルムービー ～闇の改造甲虫～?, Kōchū ōja Mushikingu Sūpā Batoru Mūbī: Yami no kaizō kōchū, letteralmente "Il signore dei coleotteri Mushiking Super Battle Movie: Lo scarabeo corazzato aggiornato dell'oscurità"), le cui vicende sono ambientate in un mondo parallelo a quello della serie animata; è inedito in Italia. Nel mediometraggio di 50 minuti, Peter ricopre nuovamente il ruolo di protagonista e vive serenamente nella foresta assieme all'amico scarabeo Mushiking, con il quale protegge gli altri insetti dalle folli ambizioni di conquista e distruzione da parte del signore del male Adder. Alcune importanti differenze rispetto alla serie televisiva riguardano il fatto che tutti gli scarabei parlano utilizzando lo stesso linguaggio degli abitanti della foresta e l'espediente con il quale Adder rende malvagi gli insetti facendogli diventare gli occhi rossi è legato ad un macchinario di sua invenzione anziché ad uno speciale liquido.

## Videogioco
Il 19 luglio 2007 è stato pubblicato il videogioco Kōchū ōja: Mushikingu Super Collection, sviluppato da Family Entertainment e pubblicato da SEGA per Nintendo DS. Tale titolo è stato reso disponibile esclusivamente in Giappone.